# Idaea millieri
Idaea millieri är en fjärilsart som beskrevs av Rothschild 1914. Idaea millieri ingår i släktet Idaea och familjen mätare. Inga underarter finns listade i Catalogue of Life.